# NGC 967
NGC 967 je galaksija u zviježđu Kit.

## Vanjske poveznice
- SEDS: NGC 967